# UFC on FOX 26
UFC on FOX 26: Lawler vs. dos Anjos（ユーエフシー・オン・フォックス・トゥエンティーシックス：ローラー・バーサス・アンジョス）は、アメリカ合衆国の総合格闘技団体「UFC」の大会の一つ。2017年12月16日、カナダ・マニトバ州ウィニペグのMTSセンターで開催された。

## 大会概要
本大会ではロビー・ローラーとハファエル・ドス・アンジョスによるウェルター級戦が組まれた。

## 試合結果

### アーリープレリム
第1試合 ウェルター級 5分3R
○  ジョーダン・メイン vs.  エリック・シウバ ×
3R終了 判定3-0（30-26、30-27、30-27）

### プレリミナリーカード
第2試合 ミドル級 5分3R
○  アレッシオ・デ・キリコ vs.  オルワレ・バンブーシェ ×
2R 2:14 KO（右膝蹴り）
第3試合 ライト級 5分3R
○  ジョン・マクデッシ vs.  アベル・トルヒーヨ ×
3R終了 判定3-0（30-27、30-27、30-27）
第4試合 ウェルター級 5分3R
○  ノーディン・タレブ vs.  ダニー・ロバーツ ×
1R 0:59 TKO（右ハイキック→右フック）
第5試合 ウェルター級 5分3R
○  チャド・ラプリーズ vs.  ガローア・ボファンド ×
1R 4:10 TKO（パウンド）
第6試合 ミドル級 5分3R
○  ジュリアン・マルケス vs.  ダレン・スチュワート ×
2R 2:42 ギロチンチョーク
第7試合 ライトヘビー級 5分3R
○  ヤン・ブラホヴィッチ vs.  ジャレッド・キャノニア ×
3R終了 判定3-0（29-28、29-28、29-28）

### メインカード
第8試合 ライトヘビー級 5分3R
○  グローバー・テイシェイラ vs.  ミシャ・サークノフ ×
1R 2:45 TKO（パウンド）
第9試合 ウェルター級 5分3R
○  サンチアゴ・ポンジニッビオ vs.  マイク・ペリー ×
3R終了 判定3-0（29-28、29-28、29-28）
第10試合 67.3kg契約 5分3R
○  ジョシュ・エメット vs.  リカルド・ラマス ×
1R 4:33 KO（左フック）
※エメットの体重超過によりフェザー級から変更。
第11試合 ウェルター級 5分5R
○  ハファエル・ドス・アンジョス vs.  ロビー・ローラー ×
5R終了 判定3-0（50-45、50-45、50-45）

### 各賞
ファイト・オブ・ザ・ナイト： ジュリアン・マルケス vs. ダレン・スチュワート
パフォーマンス・オブ・ザ・ナイト： ノーディン・タレブ、アレッシオ・デ・キリコ
各選手にはボーナスとして5万ドルが授与された。

### カード変更
負傷などによるカードの変更は以下の通り。